# Калининский район (Санкт-Петербург)
Кали́нинский райо́н (с 1936 по 1946 год — Красногвардейский район) — административно-территориальная единица Санкт-Петербурга. Расположен в северной части города, восточнее Выборгского района. По уровню жизни занимает 3 место из 18 районов Петербурга. По данным на 2015 год в Калининском районе было зарегистрировано больше всего преступлений, однако из-за высокой плотности населения уровень преступности на душу населения остаётся самым низким в городе после Приморского района.

## История
Район образован в 1936 году. Первоначально он назывался Красногвардейским. В августе 1946 года получил название Калининского в честь М. И. Калинина. Существующие границы района сформированы в 1973 году, когда из вновь застроенной восточной его части был выделен новый Красногвардейский район. Район занимает правобережный участок приневской низины.

## География
Площадь района — 40 км². (4008 га), протяженность с севера на юг свыше 11 км. Зелёные зоны занимают 1840 га (крупнейшие — парки Пискарёвский, Муринский, Пионерский, имени Академика Сахарова; сады Бенуа и Любашинский).
Южная часть района, прилегающая к Неве, уже в конце XIX века стала важным промышленным районом города, где возникли крупные промышленные предприятия, строились доходные дома и казармы, в которых жили, главным образом, заводские рабочие.
Севернее вплоть до середины XX века существовали сельские поселения Полюстрово, Большая и Малая Кушелевка, Пискарёвка, Колония Гражданка, Русская Гражданка (Ручьи). Впоследствии все они были полностью поглощены многоэтажной городской застройкой, но дали названия существующим историческим районам.
Граничит с районами:
- На западе с Выборгским — от оси реки Невы на север по оси Литейного моста, улицы Академика Лебедева, Лесного проспекта, далее на восток и юго-восток по оси улицы Литовской, затем на север по оси Полюстровского проспекта, улицы Карбышева, улицы Политехнической, Тихорецкого проспекта и проспекта Культуры, по оси путепровода пересекает линию железной дороги Ручьи — Парголово вплоть до границы со Всеволожским районом Ленинградской области;
- На востоке с Красногвардейским — от оси улицы Центральной на юг по западной стороне полосы отвода железной дороги Санкт-Петербург — Приозерск, далее на юго-запад по оси Пискарёвского проспекта до оси реки Невы.
- На юге с Центральным — по оси реки Невы.
- На севере с Всеволожским — граница идет на юг по западной границе земель АО «Бугры» до автодороги Мурино — промзона «Парнас», далее на восток по её северной стороне до пересечения с западной границей земель АКХ «Ручьи», затем на юг до северной стороны полосы отвода железной дороги Санкт-Петербург — Выборг, далее по ней доходит до железной дороги Санкт-Петербург-Приозерск и, пересекая её идет, идет на юг 250 м до оси улицы Центральной, затем на северо-запад по её оси до пересечения с западной стороной полосы отвода железной дороги Санкт-Петербург — Приозерск.

## Внутригородские муниципальные образования
В границах Калининского района Санкт-Петербурга располагаются 7 внутригородских муниципальных образований со статусом муниципальных округов:
| № | Флаг | Герб | Статус ВМО | Название ВМО      | Дата присвоения | Бывшее № название | Площадь, км² | Население, чел. (2025 г.) |
| - | ---- | ---- | ---------- | ----------------- | --------------- | ----------------- | ------------ | ------------------------- |
| 1 |      |      | мун. округ | Гражданка         | 05.02.1999      | МО № 18           | 4,15         | ↗67 736                   |
| 2 |      |      | мун. округ | Академическое     | 05.02.1999      | МО № 19           | 6,57         | ↗108 955                  |
| 3 |      |      | мун. округ | Финляндский округ | 26.09.2002      | МО № 20           | 10,21        | ↗72 500                   |
| 4 |      |      | мун. округ | № 21              |                 | МО № 21           | 3,98         | ↗76 698                   |
| 5 |      |      | мун. округ | Пискарёвка        | 05.02.1999      | МО № 22           | 9,07         | ↗82 129                   |
| 6 |      |      | мун. округ | Северный          | 17.06.1998      | МО № 23           | 2,15         | ↗48 225                   |
| 7 |      |      | мун. округ | Прометей          | 05.02.1999      | МО № 24           | 4,05         | ↗76 729                   |

## Население
| 2002     | 2009     | 2010     | 2012     | 2013     | 2014     | 2015     | 2016     | 2017     |
| -------- | -------- | -------- | -------- | -------- | -------- | -------- | -------- | -------- |
| 469 409  | ↘457 665 | ↗504 641 | ↗512 121 | ↗516 312 | ↗522 493 | ↗526 876 | ↗530 163 | ↗535 428 |
| 2018     | 2019     | 2020     | 2021     | 2023     | 2024     | 2025     |          |          |
| ↗538 258 | ↘533 597 | ↘529 187 | ↗546 908 | ↘536 794 | ↘530 745 | ↗532 972 |          |          |

Население района, по данным переписи 2010 года — 504 641 человек. По этому показателю район занимает 2-е место в Петербурге.
На декабрь 2000 г. в районе существовало 1965 зданий, в том числе жилых — 1355. Общая площадь домов жилого фонда района составляла 7,615,2 тыс. м2. Количество квартир — 177,157, из них коммунальных — 7,612.
Национальный состав
По итогам переписи населения 2020 года проживали следующие национальности (национальности менее 0,1 % и другое см. в сноске к строке «Другие»):
| Национальность | Численность, чел. | Доля     |
| -------------- | ----------------- | -------- |
| Русские        | 440 212           | 80,49 %  |
| Украинцы       | 3031              | 0,55 %   |
| Татары         | 1997              | 0,37 %   |
| Азербайджанцы  | 1670              | 0,31 %   |
| Белорусы       | 1564              | 0,29 %   |
| Армяне         | 1359              | 0,25 %   |
| Узбеки         | 1296              | 0,24 %   |
| Таджики        | 1046              | 0,19 %   |
| Евреи          | 1008              | 0,18 %   |
| Китайцы        | 930               | 0,17 %   |
| Казахи         | 728               | 0,13 %   |
| Грузины        | 563               | 0,10 %   |
| Другие         | 91 504            | 16,73 %  |
| Итого          | 546 908           | 100,00 % |

## Улицы и объекты
В районе расположены:
- Финляндский вокзал; станции Кушелевка, Пискарёвка, Ручьи и Новая Охта Приозерского направления Октябрьской железной дороги (ранее — Финляндской железной дороги),.
- Станции Кировско-Выборгской линии петербургского метрополитена: «Площадь Ленина», «Площадь Мужества», «Политехническая», «Академическая», «Гражданский проспект».

По территории района проходит 83 улицы и проспекта общей площадью 369 га.
Основные транспортные магистрали:
- хордовые (направление запад-восток, перечислены с юга на север):
  - Арсенальная и Свердловская (Полюстровская) набережные;
  - улица Комсомола;
  - Полюстровский проспект;
  - проспект Маршала Блюхера;
  - проспект Непокорённых;
  - проспект Науки;
  - Северный проспект;
  - проспект Луначарского;
  - проспект Просвещения;
  - Суздальский проспект;
- меридиональные (направление север-юг, перечислены с запада на восток):
  - от Литейного моста — Лесной проспект, Политехническая улица, Тихорецкий проспект и проспект Культуры;
  - Светлановский проспект (только в северной части района);
  - Кушелевская дорога и Гражданский проспект;
  - от улицы Комсомола — Кондратьевский проспект (только в южной части района);
  - от Свердловской набережной — Пискарёвский проспект, улица Руставели.

С точки зрения связности дорожной сети Калининский район можно разделить на северную и южную части, с границей по железнодорожным путям Приозерского направления (участок Кушелевка — Пискарёвка). Между этими частями существует лишь три соединения:
- Политехническая улица;
- Кушелевская дорога (путепровод);
- Пискарёвский проспект (путепровод).

Связь с другими районами города осуществляется:
- с Выборгским — севернее Литовской улицы через большинство местных хордовых магистралей, южнее — лишь через улицу Комсомола и Арсенальную набережную (для пешеходов в районе станции метро Выборгская действует Выборгский тоннель);
- c Красногвардейским — в северной части района через Пискарёвский проспект(путепровод у ж/д ст. Ручьи) и Шафировский путепровод, в южной — через пересекающие Пискарёвский проспект улицы и проспекты;
- с Центральным — Литейный мост через Неву;
- c Всеволожским районом Ленинградской области — через проспект Культуры (путепровод) и Токсовское шоссе (тоннель).

## Экономика
Калининский район является промышленным, в котором на сегодня насчитывается 29 крупных промышленных предприятий, самые известные из которых — Ленинградский металлический завод, «Красный выборжец», ЛОМО.  Основная часть промышленных предприятий сосредоточена в старой южной части района и не оказывает существенного влияния на северную.
Крупные предприятия
- Ленинградский металлический завод (ЛМЗ)
- Ленинградское оптико-механическое объединение (ЛОМО)
- завод «Красный выборжец»
- ОАО Машиностроительный завод «Арсенал»
- Конструкторское бюро «Арсенал» имени М. В. Фрунзе
- завод «Красный октябрь»
- НПО «Аврора»
- ОАО «Авангард»

Рынки
- Гражданский (бывший Апраксин двор)
- Полюстровский рынок («птичий»)
- Северный рынок (демонтирован в сентябре 2015 года)
- Калининская овощная база

Гипермаркеты
- Лента
- Карусель
- О’Кей
- Перекрёсток

## Наука и культура
На территории района расположено 12 научно-исследовательских институтов.
Высшие учебные заведения
- Политехнический университет
- СПбАУ РАН им. Ж. И. Алфёрова
- Институт машиностроения
- Институт промышленного менеджмента, экономики и торговли
- Военная артиллерийская академия
- Военная академия связи
- Военный институт физической культуры
- Военно-медицинская академия имени С. М. Кирова

Научно-исследовательские учреждения
- Гипроникель
- Агрофизический институт
- НИИ Точной Механики
- ЦНИИ робототехники и технической кибернетики
- Всероссийский научно-исследовательский институт гидротехники им. Б. Е. Веденеева
- НИИ Сверхвысоких Напряжений
- НПО Импульс
- ФГБУ НМИЦ ТО им. Р. Р. Вредена
- НИИ Постоянного тока

54 образовательные школы, 15 ПТУ и колледжей, 102 дошкольных учреждения, 4 спортивные, 3 музыкальные и 1 художественная школы, а также Дом детского и юношеского творчества, Центр внешкольного развития, Центр эстетического воспитания.
Учреждения культуры
- Концертный зал у Финляндского — Культурный центр Калининского района
- СПБГУП «Петербург-Кино» — Кинотеатр «Фильмофонд»

Достопримечательности и памятники
В Калининском районе находится множество объектов истории и культуры, состоящих под охраной государства — среди них особняк Э. Л. Нобеля (Лесной пр., 21), церковь при Политехническом университете. В 1998 году открылся Музей подводных сил России им. А. И. Маринеско (Кондратьевском пр., 83).
- Пискарёвское мемориальное кладбище
- Дача Безбородко (усадьба Кушелева-Безбородко, она же Кушелева дача) — усадьба со знаменитой «львиной» оградой. Архитекторы Джакомо Кваренги, Н. А. Львов. Само здание существовало ещё до основания Петербурга, в городе Ниен, и было не построено заново для графа Безбородко, а реконструировано здание шведского периода.
- Дача Дурново
- Католическая церковь Посещения Девой Марией Елизаветы на бывшем Выборгском римско-католическом кладбище (угол совр. Арсенальной и Минеральной улиц). В крипте храма был захоронен Н. Л. Бенуа, некоторые католические архиепископы и митрополиты. На самом же кладбище находились могилы художники Ф. А. Бруни, Л. О. Премацци, А. И. Шарлемань, психиатр И. П. Мержеевский, певица А. Бозио и других.
- Круглые бани
- Тюрьма Кресты
- Парк имени Академика Сахарова
- Кондратьевский жилмассив
- Сад Бенуа — включает в себя единственное сохранившееся на территории Санкт-Петербурга здание фермы и собственно дачу Ю. Ю. Бенуа (комплекс восстанавливается, окончание восстановления назначено на 2015 год).
- Муринский парк на берегах Муринского ручья — благоустроенное место с дорожками для катания на велосипеде и роликах. Представляет собой низменную равнину с редкими подъёмами и спусками. Парк расположен на южной стороне пр. Луначарского и ограничен Гражданским пр. на востоке и пр. Культуры на западе.
- Мемориальная доска на доме 6 по пр. Непокорённых (1979, архитектор А. Я. Свирский, скульптор М. Л. Круппа), где находился колодец, из которого черпали воду жители блокадного Ленинграда.
- Парк Сосновка — основан в 1968 году. В середине XX века на месте Сосновки был просто участок леса. В 1948 году здесь, на окраине Ленинграда, создали стрельбище военно-охотничьего общества (с 2007 года на его месте действует клуб «Олимпиец» Стрелкового союза России). В 1960-х годах, когда стал застраиваться район Шувалово-Озерки, огромный кусок леса решили оставить и сделать лесопарк, которому присвоили название Сосновский.

Храмы:
- Церковь Сретения Господня (Санкт-Петербург) (построена на месте храма 1887 года)
- Церковь во имя преподобного Антония Сийского при подворье Антониево-Сийского монастыря Архангельской епархии[25] Улица Ольги Форш, 2 ,2004—2006 г.г., арх. Г. П. Фомичёв. Действующая.
- Храм Тихвинской иконы Божией Матери пр. Науки, 24 корп. 3,
- Храм святителя Николая Чудотворца, 1911 г., ул. Ак. Лебедева
- Часовня-храм Иконы Божией Матери Неопалимая Купина на Лесном пр., 17
- Церковь Иоанна Богослова (Церковь Святого Апостола и Евангелиста Иоанна Богослова), построена в 2000 г., пр. Мечникова 17/Лабораторная ул., 4; на Богословском кладбище
- Храм Святой Равноапостольной княгини Ольги, пр. Мечникова 27 (в комплексе зданий больницы РЖД)
- На углу проспекта Непокорённых и Гражданского проспекта располагалось Лютиково подворье Свято-Троицкого монастыря Калужской епархии (основано в 1897 году иеромонахом Амвросием по благословению Иоанна Кронштадтского) включавшее:[26]
  - двуглавую деревянную Троицкую церковь (освящена 12 февраля 1898 года, восстановлена после пожара в 1907, снесена в 1967 году), которую 4 августа 1898 года посетил Николай II,
  - пятиглавый каменный храм Тихвинской иконы Божией матери (арх. Н. Н. Никонов, 1905—1913, закрыт в 1934, взорван в 1982).

а также:
- Могилы Виктора Цоя, В. В. Бианки, Кирилла Лаврова, Е. Л. Шварца на Богословском кладбище.
- Памятник Калинину М. И. на пл. Калинина
- Памятник Ленину В. И. на пл. Ленина — по неподтверждённым источникам, первый в мире памятник В. И. Ленину.
- Памятник на месте аэродрома «Гражданка»
- Памятник около бывш. кинотеатра «Прометей» — перенесён в Безымянный сквер с церковью Святого Антония Сийского (между улицей Демьяна Бедного и улицей Ольги Форш по пр. Просвещения)

Одна из исторических местностей района — Гражданка — бывшая немецкая колония. Ранее там располагалась немецкая лютеранская церковь св. Николая (угол совр. Гражданского пр. и ул. Гидротехников), а неподалёку — немецкое кладбище (район совр. ул. Бутлерова).